# Jörn Freynick

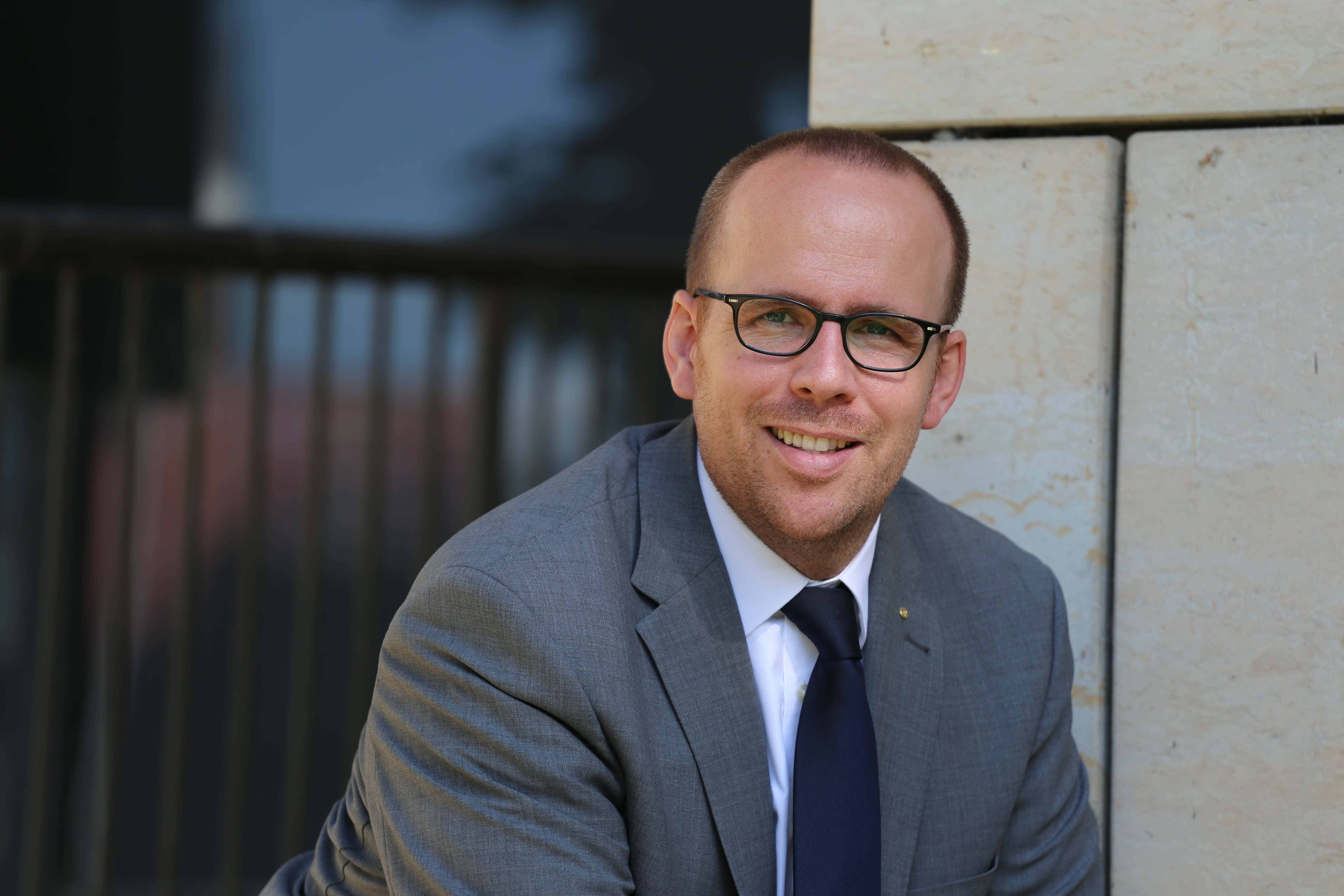
Jörn Freynick (2017)

Jörn Freynick (* 6. Oktober 1982 in Bonn) ist ein deutscher Mediengestalter, Lobbyist und Politiker (FDP). 2017 bis 2022 war er Abgeordneter im Landtag Nordrhein-Westfalen.

## Werdegang
Freynick wuchs in Bornheim auf, wo er 2003 das Abitur bestand. Nach dem Grundwehrdienst absolvierte er 2006 bis 2009 zunächst eine Ausbildung zum Mediengestalter Bild und Ton. 2010 begann er ein Fernstudium der Politikwissenschaft an der Fernuniversität Hagen, welches er jedoch ohne Abschluss 2014 abbrach.
2013 bis 2017 war Freynick als selbstständiger Vertriebsmanager und Businesstrainer tätig, wobei er unter anderem unter der von seinem Bruder Jan Freynick betriebenen Marke Condisco Weiterbildungsangebote an mittelständische Unternehmen bewarb. Zwischen 2022 und 2023 wirkte er in leitender Funktion beim Bundesverband mittelständische Wirtschaft mit. Seit 2023 leitet er den Bereich Politik beim Verband der Gründer und Selbstständigen Deutschland. Seit 2025 ist er zusätzlich Generalsekretär der Bundesarbeitsgemeinschaft Selbstständigenverbände.
Freynick ist verheiratet, hat drei Kinder und wohnt im Bornheimer Stadtteil Uedorf.

## Politik
Freynick trat 2002 der FDP bei. 2007 wurde er Vorsitzender des FDP-Stadtverbandes Bornheim. Er war bis zum Ausscheiden der FDP aus dem Bundestag 2013 Wahlkreismitarbeiter für die FDP-Abgeordneten Christian Lindner, Werner Hoyer, Gabriele Molitor, Jörg von Pohlheim und Guido Westerwelle.
Seit 2009 gehört Freynick dem Rat der Stadt Bornheim an. 2014 bis 2020 war er stellvertretender Bürgermeister der Stadt Bornheim. Bei der Landtagswahl in Nordrhein-Westfalen 2017 erhielt er ein Mandat über die Landesliste seiner Partei. Zudem kandidierte er im Landtagswahlkreis Rhein-Sieg-Kreis III, wo er 11,0 Prozent der Erststimmen und seine Partei 16,8 Prozent der Zweitstimmen errang. Für die FDP-Fraktion im Landtag Nordrhein-Westfalen fungierte er als Sprecher für Landesplanung, Sprecher für Bergbausicherheit sowie Sprecher für LGBT. Er war Mitglied im Ausschuss für Wirtschaft, Energie und Landesplanung, im Ausschuss für Familie, Kinder und Jugend sowie im Ausschuss für Digitalisierung und Innovation.
Bei der Landtagswahl in Nordrhein-Westfalen 2022 verlor er in seinem Wahlkreis im Vergleich zu 2017 und erhielt 6,9 Prozent der Stimmen. Aufgrund des schlechten FDP-Ergebnisses verpasste er auf Platz 26 der Landesliste seiner Partei den Wiedereinzug.